# Abeurador (l'Albi)
L'Abeurador és una obra de l'Albi (Garrigues) inclosa a l'Inventari del Patrimoni Arquitectònic de Catalunya.

## Descripció
Abeurador situat sota mateix de la plaça de la vellesa, fent paret i tallant el desnivell que hi ha des de la plaça major, immediata a la de la vellesa. Es tracta d'una construcció rural, sense massa luxe i limitada a la seva funció agrícola. Té una forma rectangular, fet a partir de grans carreus de pedra ben escairats, units amb morter i deixats a la vista. La part posterior resta tancada per lan part posterior per un muret en forma de "L" de carreus desiguals segons les filades.

## Història
Desconeixem la data exacte de construcció de l'obra però sabem que el 1873 ja s'havien enllestit les obres del nou abeurador de la plaça de la vila.